# NGC 4278
NGC 4278 é uma galáxia elíptica (E1) localizada na direcção da constelação de Coma Berenices. Possui uma declinação de +29° 16' 49" e uma ascensão recta de 12 horas, 20 minutos e 06,7 segundos.
A galáxia NGC 4278 foi descoberta em 13 de Março de 1785 por William Herschel.